# Хотимский, Сергей Владимирович
Сергей Владимирович Хотимский (род. 12 апреля 1978 года, Москва, РСФСР, СССР) — российский предприниматель, банкир и менеджер, в прошлом — кинопродюсер. Основатель и один из основных владельцев «Совкомбанка». Входит (вместе с братом Дмитрием, вторым основным совладельцем банка) в наблюдательный совет «Совкомбанка», принимает непосредственное участие в управлении банком в качестве первого заместителя председателя правления и члена правления.

## Биография
Сергей Хотимский родился 12 апреля 1978 года, он второй ребёнок в семье.
Сергей окончил математическую школу № 57 в Москве. После окончания школы поступил на юридический факультет Московского международного университета, окончил вуз 1999 году (специализация — «юриспруденция», квалификация — «юрист»).

## Начало трудовой деятельности, кинобизнес
Сергей Хотимский начал зарабатывать и обеспечивать себя в 14 лет, учась в школе. В 1998 году, во время учёбы в Международном Московском Университете, Хотимский учредил юридическую компанию. Этот и другие бизнесы Сергея Хотимского развивались успешно, но их развитие оборвал кризис 1998 года, после которого Сергею, потерявшему почти все активы, пришлось начинать практически всё с нуля.
В 2000 году Сергей смог собрать на съёмки кинофильма ДМБ (режиссёр Роман Качанов, сценарий Романа Качанова и Ивана Охлобыстина) $120 тыс. (участвовало в финансировании несколько частных лиц, $70 тыс. ушло на съёмки, остальное — на продвижение фильма). Так Хотимский стал кинопродюсером и одним из руководителей образовавшейся кинокомпании «Полигон». Первый фильм сразу стал культовым, получил ряд наград и принёс инвесторам хорошую прибыль (а Хотимскому — ещё и репутацию удачливого продюсера), однако дальнейшие кинопроекты, которые продюсировал Сергей и снимала компания «Полигон», не смогли повторить этого успеха.
Причиной снижения качества и популярности последующих фильмов и, прежде всего, сиквелов ДМБ, критики называют начавшуюся ротацию состава съёмочных групп — вместо Романа Качанова приглашались другие режиссёры, менялись исполнители некоторых главных ролей. И хотя в последних фильмах, продюсером которых выступал Сергей — «Теория запоя» (2002) и «Арье» (2004) — играли действительно талантливые актёры, а на съёмки последнего были приглашены Роман Качанов (как режиссёр и один из авторов сценария) и Александр Гельман (как второй автор сценария), в прокате они тоже фактически провалились. Поэтому, несмотря на интересные предложения (например — продюсировать фильмы «Бумер», «Возвращение» или «Ночной дозор»), Сергей Хотимский ушёл из мира кино и полностью сосредоточился на сфере финансов.

### Фильмография
Список фильмов, продюсированных Сергеем Хотимским, включает 7 картин. В мире кино его иногда путают с другим работником киносферы, художником-постановщиком Сергеем Яковлевичем Хотимским (1954 г. р., работал над фильмами Два гусара, Капитан «Пилигрима» и др.).
| Год  | Название         |
| ---- | ---------------- |
| 2000 | ДМБ              |
| 2000 | ДМБ — 002        |
| 2001 | ДМБ — 003        |
| 2001 | ДМБ — 004        |
| 2001 | ДМБ: Снова в бою |
| 2002 | Теория запоя     |
| 2004 | Арье             |

## Банковский бизнес
В 2001 году 23-летний Сергей Хотимский и несколько соинвесторов купили за $300 тыс. БуйКомБанк (город Буй, Костромская область). Банк был открыт в 1990 году, на момент покупки в нём работало около десяти человек. У купленного банка был капитал объёмом около $100 тыс. и активы около $300 тыс., он занимал в то время 5-ю позицию снизу в общем рэнкинге банков РФ по объёмам бизнеса.
В 2003 году БуйКомБанк был переименован в Совкомбанк.
Осенью 2020 года этот банк был внесён Центральным Банком в перечень системно значимых кредитных организаций (СЗКО). Совкомбанк входит в топ-10 банков России по размеру активов (1,8 трлн руб. на 1 октября 2021 года) и по объёму депозитов населения.
Согласно неоднократным заявлениям Сергея Хотимского, Совкомбанк собирается выйти на процедуру IPO и разместить часть акций банка на бирже.
Являясь основателем банка, Сергей Хотимский никогда не имел его контрольного пакета.
В 2005 году он занял пост советника председателя правления банка. В сентябре 2007 года становится первым заместителем председателя правления — управляющим директором Совкомбанка, в 2008 году избирается в правление, с сентября 2012 года — первый заместитель председателя правления. В 2014 году переизбран в правление банка, в 2015 вошёл в наблюдательный совет банка.
С 2015 года Сергей Хотимский напрямую владеет долей в 14,9 % в медийном финансовом ресурсе CBonds (еще 24,9 % акций группы компаний «С.бондс» принадлежат Совкомбанку).

## Благотворительная деятельность
Сергей Хотимский является учредителем и председателем попечительского совета НО «Благотворительный фонд „Будущее сейчас“».
В 2013 году фонд «Будущее сейчас» запустил в Костромской области совместный проект с региональными властями по устройству детей-сирот в семьи «Хочу домой». За три года, к 2016, число детей, оставшихся без попечения родителей, сократилось вдвое, в семьи было устроено более 200 детей-сирот. В 2016 году Фонд подписал с администрацией Костромской области более развернутое и детализированное соглашение о сотрудничестве.
Совместно с администрацией Костромской области фонд «Будущее сейчас» проводит ежегодные региональные форумы приёмных семей. На очередном форуме в декабре 2020 года было отмечено, что за истекший год свои новые семьи нашли 146 детей, а количество ребят, воспитывающихся без семьи, сократилось с 164 до 117. За семь лет работы фонда число детей, воспитывающихся в госучреждениях Костромской области (без семьи) сократилось почти вчетверо — с 454 в 2013 году до 117 в 2020.
В 2020 году фонд приобрёл для костромской окружной больницы № 2 аппараты искусственной вентиляции лёгких.
Общий объём средств, направленных на реализацию проектов фонда в Костромской области, составил 287,6 млн руб.

## Признание
В 2015 году Сергей Хотимский был награждён почётным знаком губернатора Костромской области «За благотворительность».
В 2019 году Хотимский завоевал премию «Банк года — 2018» («Банки.ру») в номинации «Банкир года».
В 2020 году Сергей Хотимский был номинирован газетой «Ведомости» как «Персона 2020 года» (лауреатом в этой номинации в том году стал Илон Маск).
В декабре 2020 года Сергей Хотимский был награжден Серебряным знаком Ассоциации банков России «за многолетний, добросовестный труд в банковской сфере, высокий профессионализм в организации и развитии банковского дела».
В мае 2023 года  Сергей Хотимский был награжден медалью Костромской области «Труд. Доблесть. Честь».

## Семья
Сергей Хотимский женат, воспитывает двух дочерей.

## Хобби
Сергей Хотимский собирает трости, его коллекция считается одной из самых богатых в России. Возникло хобби почти одновременно с приходом Сергея в банковскую сферу с подарка друга. На начало 2021 года в коллекции было более 300 тростей из разных эпох и стран, изготовленных из дерева, камня, металла, бамбука и стекла. В коллекции есть трость производства Фаберже, стоимость тростей варьирует от $3 тыс. и менее до $15 тыс. и выше.

## Санкции
Находится под персональными санкциями, введёнными в связи с вторжением России на Украину:
- c 24 марта 2022 года — США[31];
- c 26 сентября 2022 года — Великобритании[32].

## Интервью и колонки
- Максим Буйлов. «Капитал лишним не бывает». Коммерсант (21 марта 2024).
- Юлия Кошкина, Антон Фейнберг. Совладелец Совкомбанка — РБК: «Мы купили банк, из которого ЦБ не вылезал». В интервью РБК совладелец и первый зампред Совкомбанка Сергей Хотимский рассказал, как банк решился купить «Восточный», можно ли привлекать силовиков к акционерным конфликтам и почему нельзя выдавать ипотеку по плавающим ставкам. РБК (30 апреля 2021). Дата обращения: 10 мая 2021.
- Сергей Хотимский: Мы в авангарде экономического сотрудничества между Россией и Узбекистаном. WBCMedia (8 апреля 2021). Дата обращения: 8 апреля 2021.
- Сергей Хотимский: Автомобиль в рассрочку? С «Халвой» не проблема! Retail&Loyalty (1 января 2020). Дата обращения: 14 декабря 2020.
- Сергей Хотимский. Пожизненный долг: как банки роют подкоп под рынок потребкредитования. Forbes (2 августа 2019). Дата обращения: 1 февраля 2021.
- Михаил Задорожный. Сергей Хотимский: «Для любого нормального банка уход недобросовестных игроков — это благо». Совладелец и первый зампредседателя правления «Совкомбанка» Сергей Хотимский в интервью Business FM рассказал Михаилу Задорожному о том, когда завершится активная фаза расчистки российского банковского сектора и что лежит в корне проблем, которые приводят к отзывам лицензий у банков. BFM.ru (6 декабря 2018). Дата обращения: 14 декабря 2020.
- Алсу Гараева. Ужесточение банковского регулирования в целом оправдано. Прайм (11 ноября 2018). Дата обращения: 14 декабря 2020.
- Сергей Хотимский. Частный случай. Финансист Сергей Хотимский — о том, каким должен быть правильный российский банк. «Известия» (17 сентября 2018). Дата обращения: 14 декабря 2020.
- Ян Арт. Сергей Хотимский, Совкомбанк: «ЦБ показывает, что принципа «что позволено Юпитеру - не позволено быку» - не будет». Finversia.ru (29 сентября 2017). Дата обращения: 14 декабря 2020.
- Сергей Хотимский. Родовая травма: как «нарисованный» капитал привел к закату частных банков. По итогам 2017 года мы впервые можем ожидать, что проводимая российским ЦБ расчистка «неправильных» активов частных банков превысит по объему вновь генерируемые банками неликвиды. РБК (13 сентября 2017). Дата обращения: 1 февраля 2021.
- Сергей Хотимский. Мнение банкира: в чем слабость биткоина и криптоэкономики. Биткоину и другим валютам не видать денежного рынка, а значит, не завоевать серьезного места среди валют мира, не стать основной валютой накопления и оборота ни в одной стране. Forbes (2 августа 2017). Дата обращения: 1 февраля 2021.
- Гульнара Вахитова. Первый зампред Совкомбанка Сергей Хотимский: Качественных активов на рынке сейчас не очень много. Прайм (28 июля 2017). Дата обращения: 14 декабря 2020.
- «Хороший банкир в меру труслив». CbondS Review (1 апреля 2017). Дата обращения: 14 декабря 2020.
- Юлия Титова. Сергей Хотимский: «Мы банк для тех, кто родился в СССР». Банки.ру (28 июля 2014). Дата обращения: 14 декабря 2020.
- Юлия Полякова. «Зачем строить ТКС-2? У нас свои конкурентные преимущества». Банки.ру (31 октября 2013). Дата обращения: 14 декабря 2020.